# Вргорац
Вргорац (хорв. Vrgorac) — город в Хорватии, Сплитско-Далматинской жупании. Население — 7593 чел., абсолютное большинство составляют хорваты. Экономика города основана на сельскохозяйственной деятельности. В городе есть одна средняя школа, профессиональное училище. Из достопримечательностей сохранились семь башен турецких времён.

## Известные жители
- Тин Уевич — поэт, переводчик, эссеист.
- Никола Вуйчич — профессиональный баскетболист.

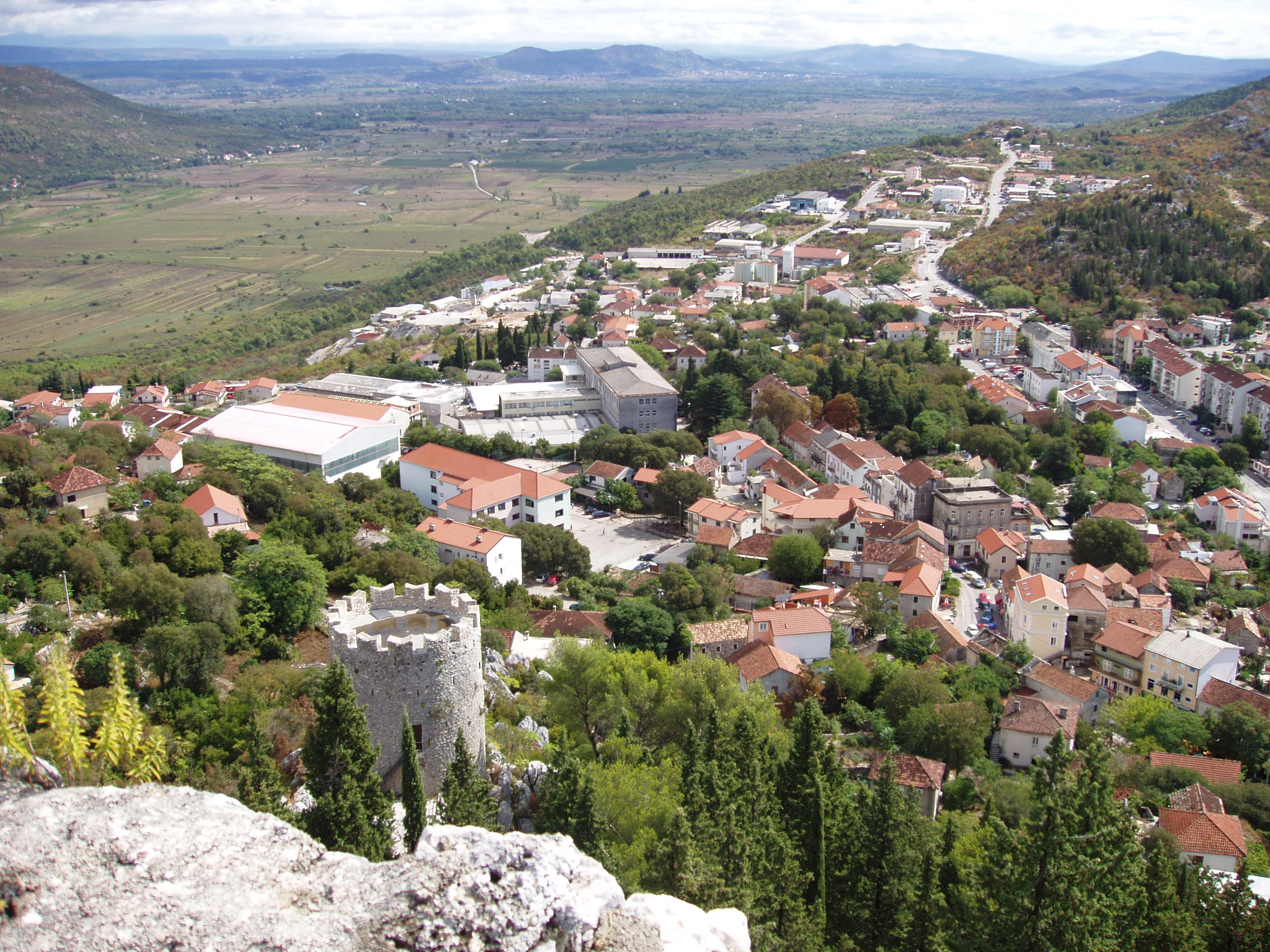
Вргорац